# Crotalus intermedius
Crotalus intermedius ist eine Art der Klapperschlangen (Crotalus), die in mehreren isolierten Regionen im südlichen Mexiko verbreitet ist.

## Merkmale
Crotalus intermedius ist eine kleine Klapperschlange mit einer durchschnittlichen Körperlänge von etwa 60 Zentimetern. Die Grundfärbung der Schlange reicht von hellgrau zu braungrau. Das Zeichnungsmuster besteht aus einer Reihe gut sichtbarer Rückenflecke von brauner bis rotbrauner Farbe mit schwarzer Umgrenzung. Vom Auge zieht sich ein schwarzes Schläfenband über den Mundwinkel zum Nacken, der Bereich darunter ist in der Regel hell bis weiß gefärbt.

## Verbreitung und Lebensraum

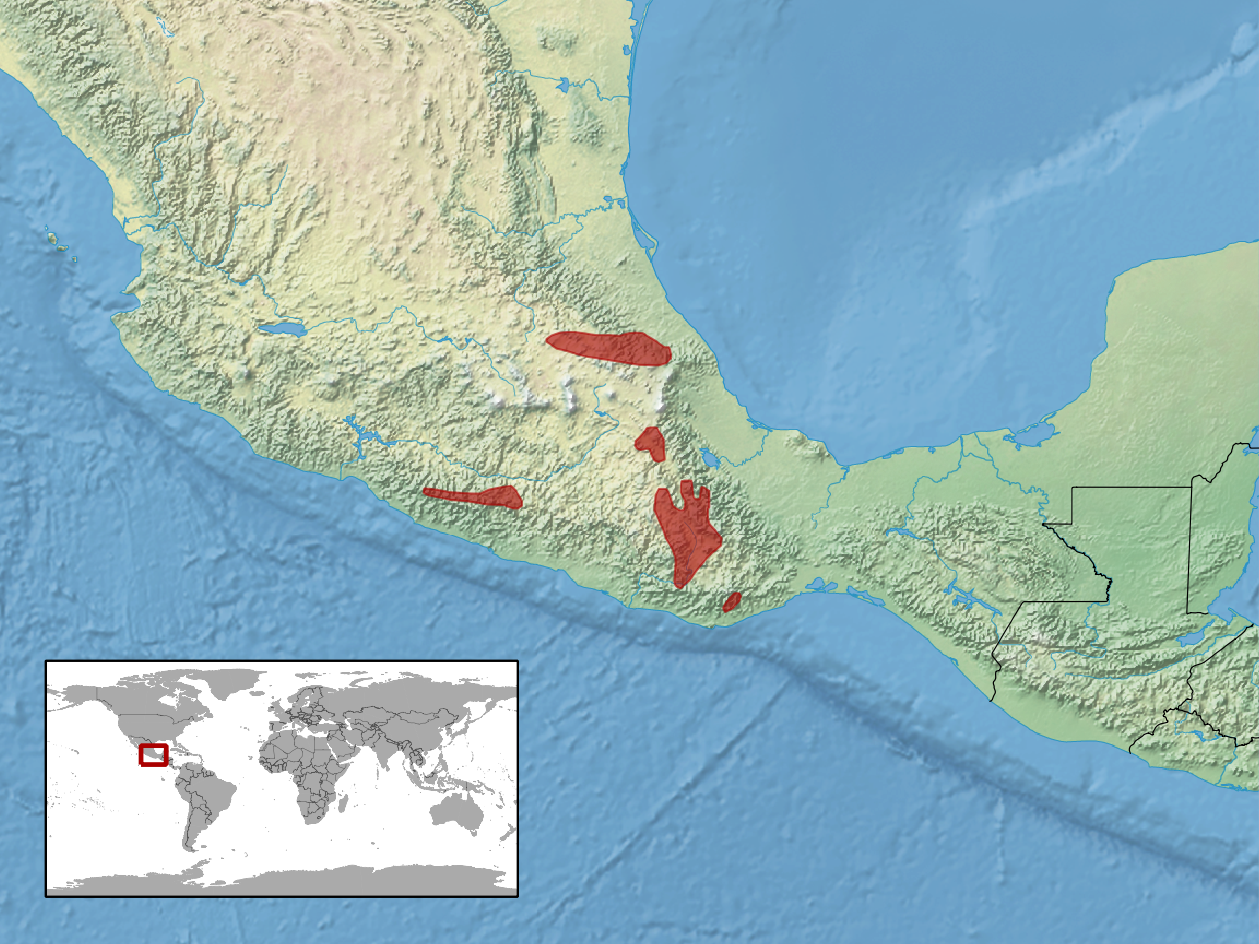
Verbreitungsgebiet

Die Schlange kommt in mehreren isolierten Gebirgsregionen im südlichen Mexiko, wobei die Populationen dieser Gebiete soweit isoliert sind, dass sie jeweils eigene Unterarten darstellen. So findet sich C. i gloydi im mexikanischen Bundesstaat Oaxaca, C. i. intermedius in Regionen der Staaten Hidalgo, Veracruz und Puebla und C. i. omiltemanus in Guerrero.
Als Lebensraum nutzt die Schlange Höhenlagen von 2.000 bis 3.000 Meter. Sie lebt dort vor allem in feuchten Kiefern-Eichen-Wäldern in der Nähe von Felsen. C. i. intermedius kann zudem in hochgelegenen Wüsten vorkommen, wo sie besonders aktiv nach starken Regenfällen ist, während C. i. omiltemanus in Nebelwaldgebieten vorkommt.

## Schlangengift
Spezifische Wirkungen und Inhaltsstoffe des Giftes dieser Schlange sind unbekannt.